# Els Plans de Sió
Els Plans de Sió – gmina w Hiszpanii, w prowincji Lleida, w Katalonii, o powierzchni 56,14 km². W 2011 roku gmina liczyła 569 mieszkańców.